# フェリペ・ゴンサレス
フェリペ・ゴンサレス・マルケス（Felipe González Márquez IPA[feˈlipe gonˈθaleθ]、1942年3月5日 - ）は、スペインの政治家。1974年から1997年までスペイン社会労働党 (PSOE) の書記長。1982年から1996年まで4期連続で首相を務め、この任期は在任期間最長記録となっている。家族に妻と3人の子どもがいる。

## 若年期
フェリペ・ゴンサレスはセビリアで酪農を営む家の息子として生まれる。その後セビリア大学で法学を専攻し、労働関係を専門とする弁護士として活動する。大学在学時、ゴンサレスは当時秘密組織として活動していた労働者団体 UGT (Unión General de Trabajadores) の構成員に出会う。また社会労働党員とも接触するようになり、ゴンサレス自身も社会労働党の秘密活動に参加していくようになった。ゴンサレスは「イシドロ」(Isidoro) という偽名を使い、マドリードに拠点を移した。ゴンサレスはフランスのシュレーヌでの党大会で書記長に選出される。フランシスコ・フランコが死亡すると、ゴンサレスは独裁体制の残存勢力に対する反対運動を率い、また当時首相を務めていたアドルフォ・スアレスとともに民主化の中心として活躍する。フランコの死後、初となる民主的な総選挙が1977年に行なわれ、社会労働党は得票数で第2党となり、この結果を受けてゴンサレスは若く、将来が有望視される指導者として頭角を現すようになった。1979年の選挙では勝利を収めることができなかったが、1982年の総選挙で民主中道連合が大敗・崩壊し、これを受けて社会労働党とゴンサレスは政治の中心に立つこととなった。

## 首相在任期
1982年10月28日に行なわれた総選挙で、社会労働党は48.3%の票を集め、350議席中202議席を獲得した。同年12月2日、ゴンサレスは首相に就任し、副首相にはアルフォンソ・ゲーラをあてた。ゴンサレスの首相就任に対してスペイン国民は変革への大きな期待を寄せていた。ゴンサレス政権下において教育が広められ、16歳までの教育費を無料とした。また大学教育も整備されたほか、社会保障制度が導入され、またカトリック教会からの反発を受けたものの、人工妊娠中絶の一部合法化を実現した。ゴンサレスは自由主義改革を推進し、経済の建て直しを図った。
1983年2月23日、政府は破綻の危機に瀕していた民間銀行を傘下に持つルマサを、預金者と60,000人の従業員の雇用を守るために国有化する法律を提出、可決された。この方針に対しては激しい批判と司法での対立が起こったが、最高裁判所は1986年12月に政府を支持する判決を下している。
1982年の総選挙で社会労働党は鉄鋼業の再構築を進めて80万人の雇用を創出すると公約していたが、実際には一時解雇が進められることになった。また1984年に港湾業の不振問題に取り組んでも、港湾労働者によるストライキを招く結果となった。1985年6月20日、UGT は社会保障改革に反発してゼネラル・ストライキの実施を呼びかけた。同年、ゴンサレス政権は200ほどある国有企業とその国有企業に依存する多くの企業を部分的、あるいは完全に民営化していった。
1986年6月22日の総選挙で社会労働党は44.1%を得票し、184議席を獲得した。これを受けてゴンサレスは2期目となる首相に任命された。この年にスペインは欧州諸共同体に加盟している。またゴンサレスは従来の自身と党の立場を転換して、国民投票で北大西洋条約機構残留を進めた。1988年12月14日、スペインはゼネラル・ストライキによって完全に機能が麻痺し、このとき労働者団体と社会労働党の左派はゴンサレスが右派に傾いたと非難している。
1989年10月29日の総選挙で社会労働党は39.6%を得票し、175議席を獲得した。ゴンサレスは3期目となる首相に就任する。1991年の湾岸戦争でゴンサレスはアメリカ合衆国を支持し、自国軍を派遣した。1991年から社会労働党は都市部での選挙で国民党に負けていくようになる。他方でバルセロナオリンピックやセビリア万国博覧会などを実行していったことで、スペインは近代的で豊かな国というイメージが国際的に定着するようになった。
1993年6月6日の総選挙で社会労働党は38.8%を得票し、159議席を獲得した。ゴンサレスは新政権を発足させるためにカタルーニャやバスクなどの民族主義政党と協定を結ぶことを余儀なくされ、ゴンサレスの4度目の勝利は損なわれることとなった。
1995年末にかけて、次期総選挙をゴンサレスが率いるべきかどうかという議論が起こった。国民党は不景気を指摘し、また汚職や GAL によるバスク祖国と自由との戦闘など、テロへの政府の関与を挙げながら、ゴンサレス政権に終止符を打つという呼びかけを強めていった。メディアは当時外相を務めていたハビエル・ソラナがゴンサレスの後任になるのではないかと伝えていたが、ソラナは1995年12月に北大西洋条約機構の事務総長に就任した。
党内には後任に適した人材がいなかったため、社会労働党は1996年3月3日の総選挙をゴンサレスのもとで行なうこととなるが、得票率は37.4%、獲得議席数も141にとどまった。社会労働党はホセ・マリア・アスナールが率いる国民党に破れ、1996年5月4日、ゴンサレスは首相の座をアスナールに明け渡した。
ゴンサレスの長きに渡る首相在任に対してはさまざまな評価がある。ゴンサレスの在任期にスペインは近代化が進められた。その一方で政権末期に新聞紙上を占めた不祥事はいまでもなおゴンサレスの在任期間全体の評価を貶めている。ミゲル・ボジェール、カルロス・ソルチャガ、ペドロ・ソルベスといった経済財政相はテレフォニカやエンデサといった公営企業の民営化、経済の自由化・規制緩和、鉄鋼・鉱工業などの産業部門の再構築といった力強い経済改革を進めていったが、その陰で失業者を増やし、労働者階級や労働者団体の怒りを買うことになった。また労働市場にベビーブーム世代の女性が大量に流入したことにより、失業率はさらに悪化した。
他方でゴンサレス政権は長期間にわたる低金利、財源不足の低減、ヨーロッパ平均と比べても力強い経済成長を達成してきた。政権末期の政策はスペインがユーロ誕生時にユーロ圏入りしたことにも寄与している。このほかにも高速道路ネットワークの拡張や空港設置、高速鉄道などの社会基盤整備はスペイン経済に大きな影響をもたらした。ゴンサレス政権は全国規模での包括的な社会基盤計画を実行したのである。またゴンサレスの任期中には無料の国民医療施策といった社会利益が拡充され、年金制度改革により貧困層にも年金が給付されるようになり、また16歳以下の子どもを対象とした公教育制度も充実し、多くの大学が新設されていった。
ゴンサレスは1986年の欧州諸共同体加盟や民主化の強化に大きな役割を果たした。またフランソワ・ミッテランとヘルムート・コールとともにヨーロッパの顔としても活躍した。テロリストとの対決では警察による強力な作戦でテロリストを脱落させることでテロ組織「バスク祖国と自由」(ETA) を弱体化させるなどの成果を挙げた。また1992年には ETA の武器庫やキュポラの制圧にも成功している。
しかし政権末期には副首相アルフォンソ・ゲーラの兄フアン・ゲーラの不正事件や汚職事件が相次ぎ、とくに治安警察隊長官のルイス・ロルダンが起こした不祥事は社会労働党に対する国民の支持をさらに落ち込ませることとなった。職級が低い公務員の一部による事件できわめて間違った選択をしていたにもかかわらず、ゴンサレスとほとんどの閣僚は自らの名誉を傷つけることなく退任することができた。

## 首相退任後

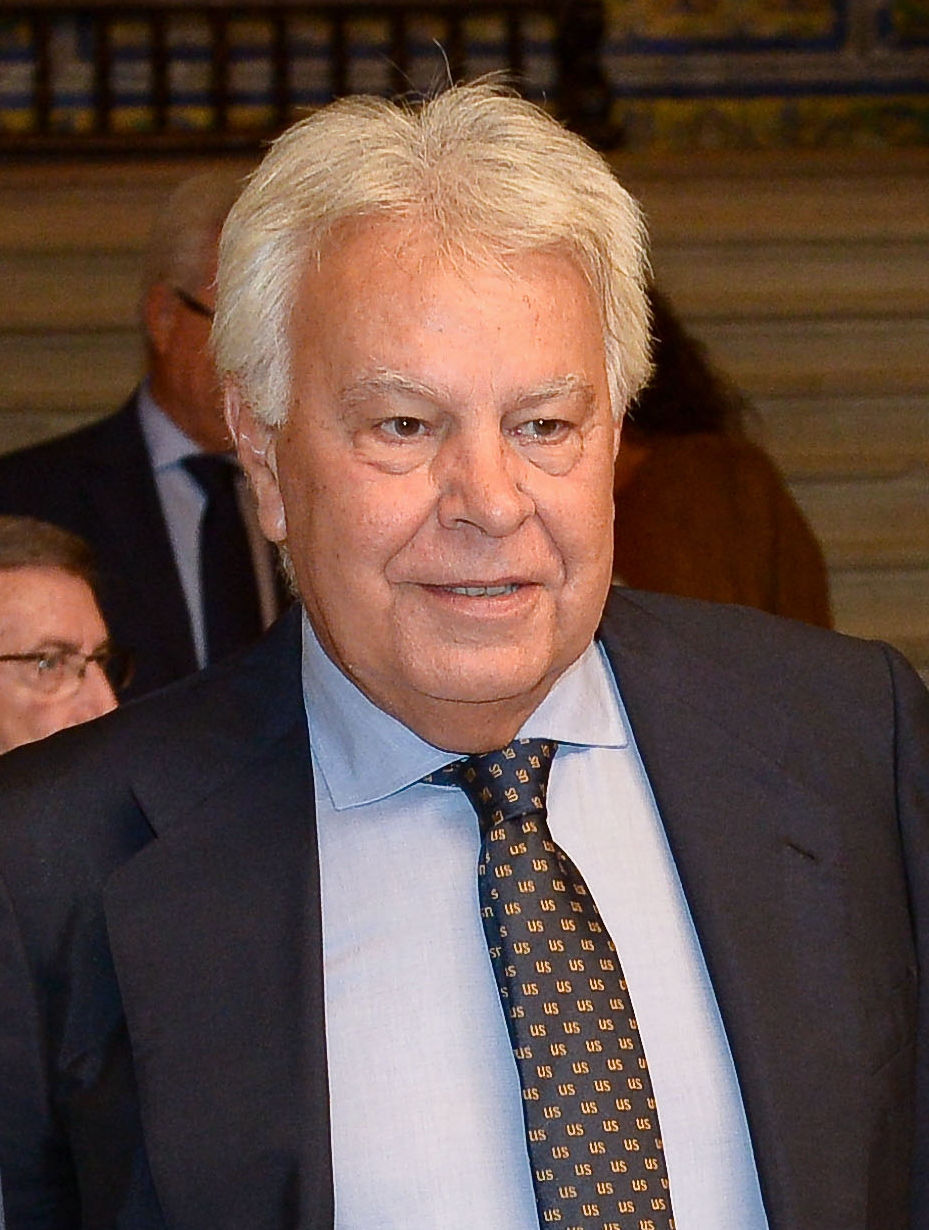
2014年撮影

1996年5月4日、ゴンサレスは4期にわたった首相としての任期を終えた。1996年9月以降、ゴンサレスはマドリードに拠点を置く Fundación Progreso Global の代表を務めている。1997年6月20日に開かれた第34回社会労働党全国大会の冒頭でゴンサレスは書記長を辞任することを明らかにして驚かせた。また代議院議員としての活動は続けるものの、党の連邦執行委員会の役職も辞任した。しかしながら明確な後継者がいないため、ゴンサレスはなおも党内で強大な影響力を持ち続けていた。結局、2000年7月に行なわれた35回目の党大会でホセ・ルイス・ロドリゲス・サパテーロが書記長につくまでゴンサレスは党の指導者でありつづけた。
1999年、ゴンサレスはグローバリゼーションに対応する党のグローバル化委員会の委員長となる。委員会の報告書は1999年11月8 - 9日の第21回社会主義インターナショナル大会での閉会宣言の土台となった。
2004年3月、ゴンサレスは代議院議員を引退した。
2007年7月27日、スペイン政府はゴンサレスをラテンアメリカ独立200周年記念式典の特命全権大使に任命した。この式典は2010年9月にメキシコで行なわれる。
2007年12月14日、欧州連合加盟国の国家元首と政府首脳はブリュッセルでの欧州理事会において、ゴンサレスをヨーロッパの未来についてのシンクタンクの議長に指名した。このシンクタンクは9人の賢人で構成され、2010年6月までに欧州連合が2020年から2030年までに直面する困難についての報告書をまとめることが使命である。また市民と欧州連合とのあいだを縮めることについても考察していくことになっている。
ゴンサレスの趣味に盆栽の手入れがある。モンクロア宮（首相府）でもゴンサレスは盆栽を送られたり、またその手入れをしていた。ゴンサレスの盆栽はほとんどが地中海産のものであり、のちにマドリードの王立植物園にそれらを寄贈している。
またゴンサレスはクルブ・デ・マドリードの会員である。

## 家族
1969年7月16日に妻マリア・デル・カルメン・フリア・ロメーロと結婚し、パブロ、ダビ、マリアの3人の子をもうけている。

## 著書
- Un discurso ético（ビクトル・マルケス・レビリエゴとの共著、1982年）
- El Socialismo（1997年）
- El futuro no es lo que era（フアン・ルイス・セブリアンとの共著、2001年）
- Memorias del futuro（2003年）